# Diazona violacea
Diazona violacea is een zakpijpensoort uit de familie van de Diazonidae. De wetenschappelijke naam van de soort werd in 1816 voor het eerst geldig gepubliceerd door Marie Jules César Savigny.

## Beschrijving
Diazona violacea is een grote, bolvormige koloniezakpijp met een diameter van 50-400 mm. De kleur van de mantel is doorschijnend grijs met transparante zoïden. De zoïden zijn gemarkeerd met witte interne lijnen en cirkels en er zijn typisch zes kleine witte vlekken rond de uitademende (astrale) sifon.

## Verspreiding
Deze soort leeft vastgehecht aan rotsen of stenen bedekt met zand, in sterke stromingsgebieden tussen de 15 en 200 meter diep in de noordoostelijke Atlantische Oceaan van de Britse Eilanden tot het zuiden van Portugal en Spanje en in de Middellandse Zee.